# Escut de Malàisia
L'escut de Malàisia conté el senyal dels diversos estats que conformen la Federació, amb dos tigres rampants com a suports i sobremuntat per una mitja lluna i una estrella de 14 puntes coneguda com l'estrella federal. Al peu dels lleons porta una cinta amb el lema nacional malaisi. Com que deriva de l'escut dels Estats Malais Federats durant la dominació britànica, presenta nombrosos elements heràldics occidentals.
Fou adoptat el 1948 per la Federació de Malaia i modificat el 1963 pel govern de Malàisia en incorporar Singapur (expulsat de la Federació dos anys després) i els dos estats de Borneo (Sarawak i Sabah). Fins al 1973 el senyal corresponent a Singapur no fou canviat per un hibisc, la flor nacional malàisia. Els distintius d'alguns estats com Malaca, Penang, Sarawak i Sabah han anat canviant amb el temps.

## Blasonament
L'escut porta el cap de color vermell carregat amb cinc kris –o dagues malaies– grocs, en representació dels antics Estats Malais No Federats (Johor, Terengganu, Kelantan, Kedah i Perlis). La resta de l'escut, inicialment partida mitjançant tres pals que representaven els Estats Malais Federats, Penang i Malaca, ara està dividida en quatre particions:
- A la destra, una palma areca i el pont de Penang com a senyals de l'estat homònim.
- A la part central superior, els colors dels Estats Malais Federats (vermell, negre, blanc i groc), que apareixen a les banderes d'aquests estats: vermell, negre i groc a la de Negeri Sembilan; negre i blanc a la de Pahang;, negre, blanc i groc a la de Perak, i vermell i groc a la de Selangor.
- A la part central inferior, tres particions que representaven els nous estats (el 1963) de Sabah, Singapur i Sarawak. Des del 1973, la part de Singapur, declarat independent, ha estat substituïda per la flor nacional, l'hibisc.
- A la sinistra, un Phyllanthus emblica, arbre que simbolitza Malaca.

Com a suports, dos tigres rampants afrontats, un senyal tradicional malai, que simbolitzen la força i el coratge. Com a cimera, un muntant i una estrella de 14 puntes grocs, el color de la monarquia, que representen l'islam –la religió oficial– i els tretze estats federals més els territoris federals (inicialment representaven els catorze estats federals, que incloïen Singapur fins a la seva separació el 1965).
A la part inferior de l'escut, una cinta groga amb el lema nacional en malai, escrit en alfabet llatí i jawi: Bersekutu Bertambah Mutu ('La unió fa la força').

## Escuts històrics

Antic escut dels Estats Malais Federats i de la Unió Malaia (1895-1948), sota domini britànic
Escut de Malàisia anterior al 1973, amb les armes de Singapur (en camper de gules, un muntant i cinc estrelles d'argent) en comptes de l'actual flor d'hibisc